# Bahnhof Dürrröhrsdorf
Der Bahnhof Dürrröhrsdorf ist eine Betriebsstelle der Bahnstrecken Kamenz–Pirna, Neustadt–Dürrröhrsdorf und Dürrröhrsdorf–Weißig-Bühlau auf dem Gemeindegebiet von Dürrröhrsdorf-Dittersbach in Sachsen. Nach dem Rückbau von Anlagen dient der Bahnhof heute nur noch dem Reiseverkehr in der Relation Pirna–Sebnitz.

## Geschichte

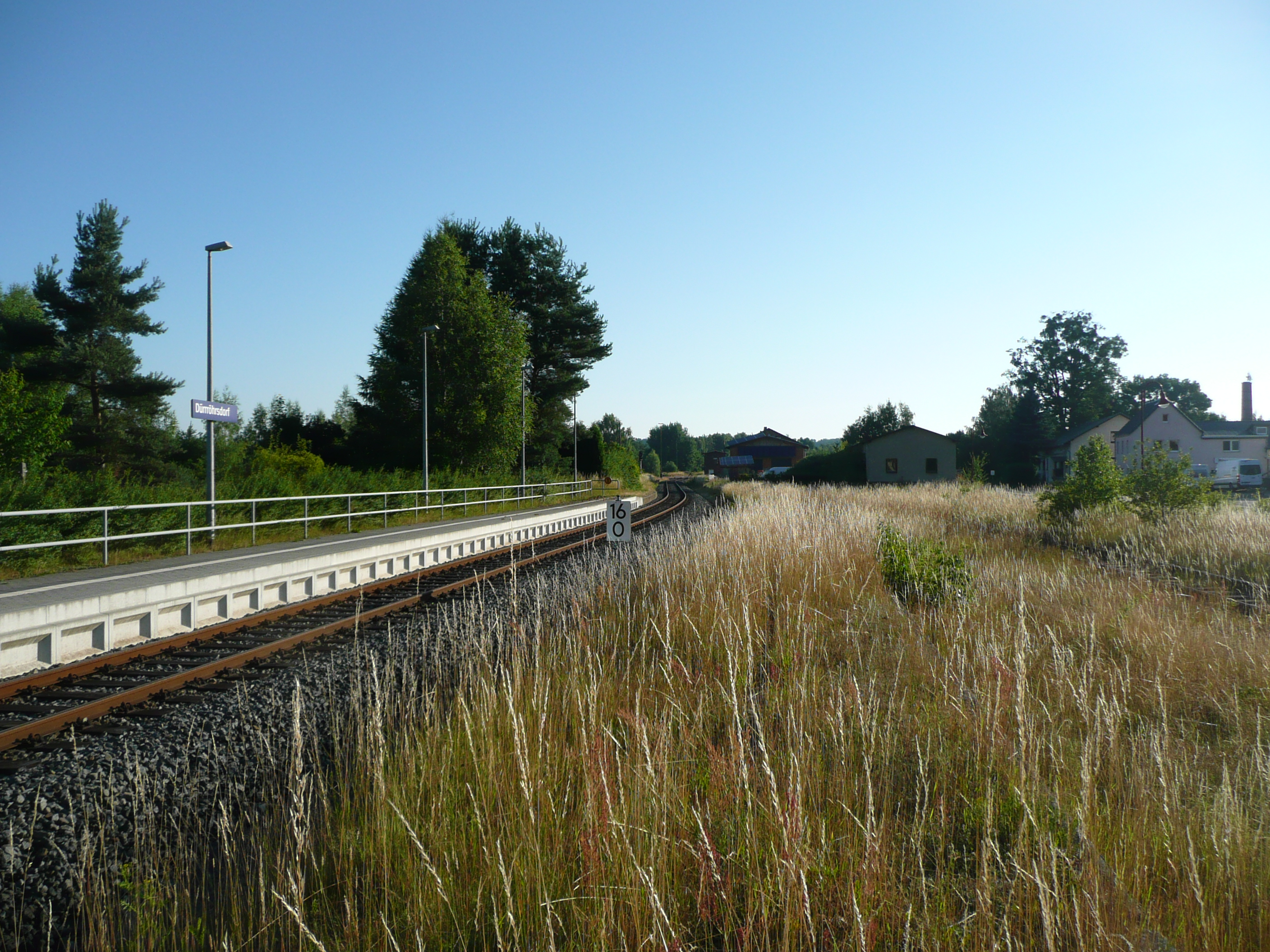
Bahnhof Dürrröhrsdorf Blickrichtung zur Ausfahrt nach Neustadt (2015)

Der Bahnhof Dürrröhrsdorf entstand 1875 während des Baues der Bahnstrecke Kamenz–Pirna. 1877 erreichte die Bahnstrecke Neustadt–Dürrröhrsdorf den Bahnhof. 1908 kam die Strecke aus Weißig dazu. Über den Bahnhofsbau ist der Literatur nur wenig zu entnehmen. Vermutlich erhielt er nach dem Bau der Bahnstrecke Dürrröhrsdorf–Weißig seine größte Ausdehnung und seinen Gleisplan in Insellage.
Neben dem repräsentativen Empfangsgebäude mit einer Länge von etwa 50 Meter und einer Breite von etwa 15 Meter waren zur Ost- und Westseite hin je ein Hausbahnsteig und ein davor gelegener Mittelbahnsteig vorhanden. Die Länge dieser Bahnsteige betrug zwischen 97 Meter beim Gleis 4 und 236 Meter beim Gleis 1. Außerdem bestanden noch zwei weitere Umfahrgleise im Westteil des Bahnhofes und ein Gleis zur Ladestraße sowie zum zweiständigen Lokschuppen auf der Ostseite.
Ein Güterschuppen stand am Ende der Ladestraße, der heute jedoch nicht mehr existiert. Auch eine Laderampe mit Lademaß und ein zweiständiger Lokschuppen auf der Ausfahrtsseite Richtung Neustadt waren vorhanden, davor befand sich ein Kohleschuppen. Lokschuppen und Kohleschuppen stehen heute noch. Bei der Einfahrt Richtung Pirna befand sich das Wasserhaus, das auch noch existiert. Dazu gab es einige Neben- und Wirtschaftsräume.

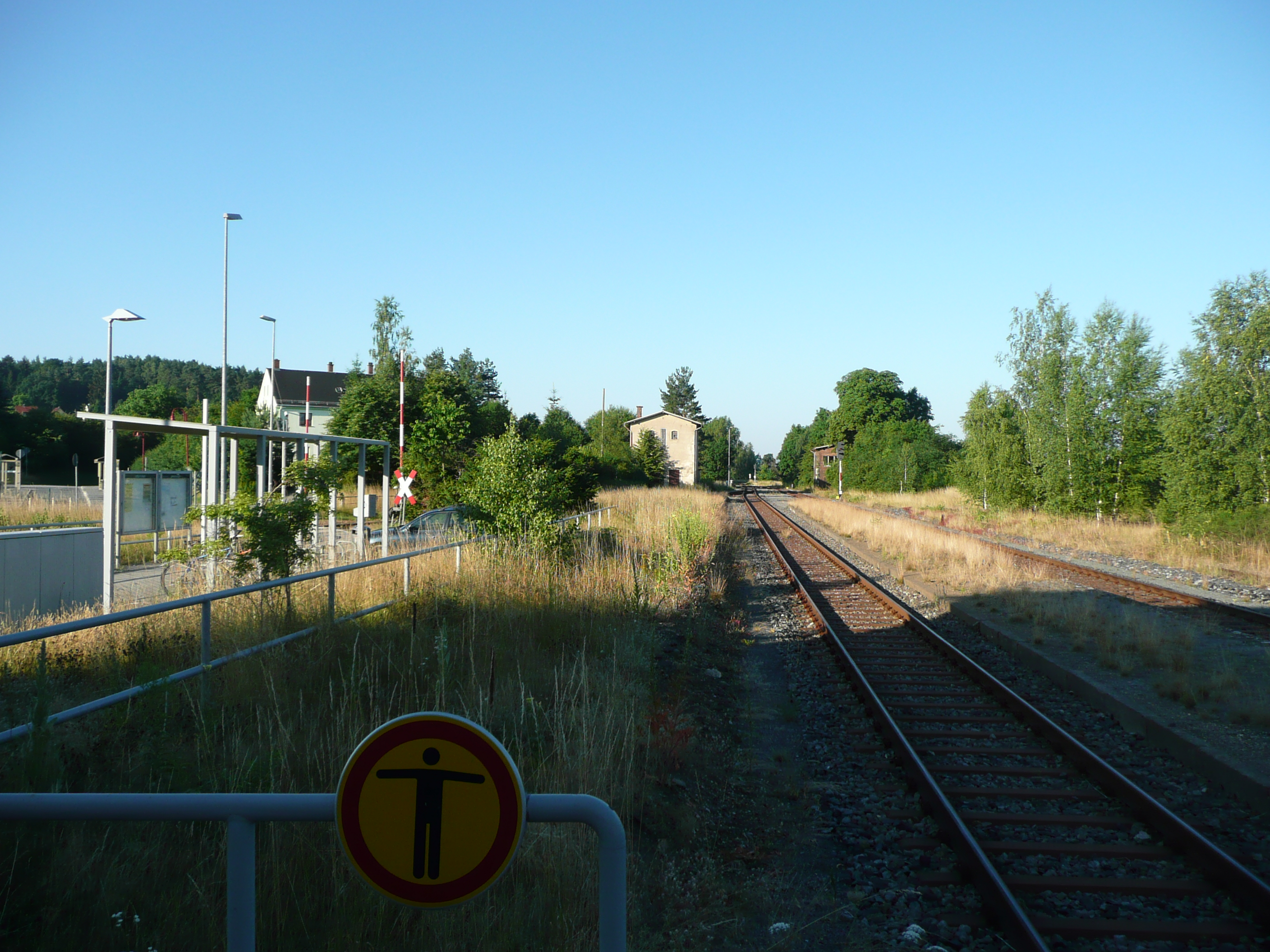
Bahnhof Dürrröhrsdorf Blickrichtung zur Ausfahrt nach Pirna (2015)

1899 erhielt der Bahnhof zwei mechanische Wärterstellwerke an den Bahnhofsenden. Stellwerk 1 (später W1, heute B1) stand am Nordkopf in Richtung Neustadt und Kamenz, Stellwerk 3 (später W3, zuletzt W2) war am Südkopf in Richtung Pirna. Der Fahrdienstleiter hatte seinen Sitz im Empfangsgebäude (Stellwerk 2, zuletzt B2) und erteilte über den Bahnhofsblock die Befehle zum Stellen der Weichen und Signale. Einen Einschnitt in das Betriebsgeschehen des Bahnhofes gab es nach 1950, als die Bahnstrecke Dürrröhrsdorf–Weißig abgebaut wurde. Einen weiteren Einschnitt gab es 1998, als der Personenverkehr auf der Strecke von Arnsdorf nach Dürrröhrsdorf eingestellt wurde. Da zur selben Zeit auf der Bahnstrecke Neustadt–Dürrröhrsdorf Schienenersatzverkehr aufgrund des schlechten Oberbaues fahren musste, stand es um die Zeit besonders schlecht um die Gleisanlagen im Bahnhof. Mit der Sanierung der Strecke ging eine Umgestaltung der Gleisanlagen des Bahnhofes Dürrröhrsdorf einher. Auf der Ostseite wurde nur noch das Gleis am Hausbahnsteig belassen, auf der Westseite sind noch die Gleise 2 und 1 befahrbar. Die nicht mehr benötigten Gleise wurden nicht ausgebaut. Sie sind jedoch nicht mehr zu befahren und verschwinden unter der Vegetation. 2005 wurde der Güterschuppen abgerissen. 2006 rüstete DB Netz die leit- und sicherungstechnischen Anlagen auf Relaistechnik um; das Wärterstellwerk W2 wurde geschlossen, im Befehlsstellwerk B1 installierte man einen Stelltisch der Bauart GS II DR. Signale stehen nur noch an den zu befahrenen Gleisen. Der Bahnhof ist mit einem Fahrdienstleiter besetzt.

## Bahnsteige
Der Bahnhof besaß insgesamt vier Bahnsteige. Auf der Ostseite den Hausbahnsteig mit einer Bahnsteiglänge von 178 Meter und einem vorgelagerten Zwischenbahnsteig auf Gleis 4 mit 92 Meter Länge. Auf der Westseite hatte der Hausbahnsteig eine Länge von 207 Meter und der vorgelagerte Zwischenbahnsteig auf Gleis 1 hat eine Länge von 236 Meter.
Heute bestehen nur noch die beiden Hausbahnsteige. Ein Übergang auf die vorgelagerten Zwischenbahnsteige ist nicht mehr möglich, ein Ausgang ist nur an der südöstlichen Bahnhofsausfahrt gewährleistet.

## Verkehr

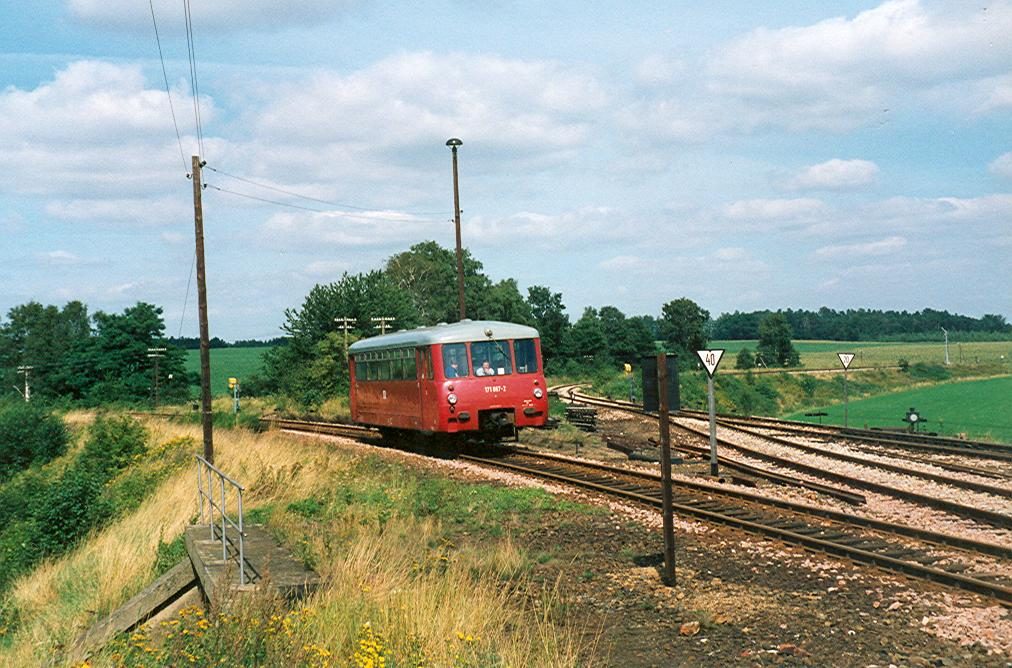
Einfahrt einer Regionalbahn aus Arnsdorf in den Bahnhof Dürrröhrsdorf (1991)

War die Station auf Grundlage der Bahnstrecke Kamenz–Pirna gebaut worden, wurde sie betrieblich als Trennungsbahnhof für die Züge von Pirna in die Richtungen nach Neustadt in Sachsen oder Arnsdorf verwendet. So verkehrten noch 1894 zwischen Kamenz und Pirna vier Zugpaare durch Dürrröhrsdorf, das Kursbuch 1925 zeigte schon einen Wechselbetrieb zwischen Arnsdorf nach Pirna und Neustadt nach Pirna. Hierbei fuhren je fünf Zugpaare täglich durch den Bahnhof. Separat fuhren die Züge auf der Bahnstrecke Dürrröhrsdorf–Weißig. Dort fuhren 1914 drei Zugpaare, 1925 waren es ebenfalls drei Zugpaare. Auch 1932 und 1939 waren es noch drei Zugpaare.
1939 fuhren zwischen Pirna und Dürrröhrsdorf zehn Zugpaare, von denen je die Hälfte nach Neustadt oder Arnsdorf weiterfuhr. Nach dem Zweiten Weltkrieg wurden die Relationen Pirna – Neustadt und Dürrröhrsdorf – Arnsdorf bedient. Es verkehrten 1946 auf beiden Strecken vier Zugpaare, 1971 verkehrten je sechs Zugpaare.
2022 verkehren stündlich Regionalbahnen der Linie RB71 der DB Regio Richtung Pirna und Neustadt in Sachsen bzw. Sebnitz, am Wochenende zweistündlich.

## Trivia
Im Sommer 2016 diente der Bahnhof als Kulisse des Musikvideos zum Song „In Olomuc ist Sommer“ der Dresdner „Jindrich Staidel Combo“.